# Conferência Internacional sobre População e Desenvolvimento
As Nações Unidas coordenaram uma Conferência Internacional sobre População e Desenvolvimento (CIPD) no Cairo, Egipto, de 5 a 13 de setembro de 1994. O seu Programa de Acção resultante é o documento orientador do Fundo de População das Nações Unidas (UNFPA).
Cerca de 20.000 delegados de vários governos, agências da ONU, ONGs e a mídia se reuniram para discutir uma variedade de questões populacionais, incluindo imigração, mortalidade infantil, controlo de natalidade, planeamento familiar, educação de mulheres e protecção para mulheres contra aborto inseguro.

## Contexto e história
A primeira Conferência Mundial de População, organizada pela Liga das Nações e Margaret Sanger, foi realizada na Salle Central em Genebra, Suíça, de 29 de agosto a 3 de setembro de 1927.
A primeira Conferência Mundial de População patrocinada pelas Nações Unidas foi realizada em 1954 em Roma, a segunda em 1965 em Belgrado, a terceira em 1974 em Bucareste, a quarta em 1984 na Cidade do México.

## Metas
De acordo com o comunicado oficial da ICPD, os delegados da conferência alcançaram consenso sobre as quatro metas qualitativas e quantitativas a seguir:
- Educação Universal;
- Redução da mortalidade infantil;
- Redução da mortalidade materna;
- Acesso a serviços relativos à sexualidade, reprodução e planeamento familiar.